# Parcines
Parcines (Partschins in tedesco) è un comune italiano di 3 962 abitanti della provincia autonoma di Bolzano in Trentino-Alto Adige.

## Geografia fisica
All'interno del territorio comunale di Parcines si trova la cascata di Parcines, con un salto di 97 metri.

## Origini del nome
Il toponimo è attestato come Parzins, Parcindes, Parzinnes nel 1087, come Partschinds nel 1225 e come Perzinnes nel 1285 e ha origine preromana.

## Storia
A Parcines sono presenti alcuni notevoli manieri medievali e di prima età moderna, fra cui i castelli Gaudententurm e Stachlburg.
Nella frazione di Rablà (Rabland) fu scoperta nel 1552 una pietra miliare dell'antica strada romana Via Claudia Augusta; una seconda pietra miliare della stessa strada fu scoperta nel 1786.
Il comune appartenne sino alla fine della prima guerra mondiale alla circoscrizione giudiziaria di Merano ed era parte del distretto della stessa città di Merano.
Negli anni 1940 furono effettuati dei lavori di costruzione dello sbarramento di Tel, una linea di fortificazione facente parte del Vallo alpino in Alto Adige.
Il 2 agosto 2011 una frana di circa 70 000 metri cubici è scesa dal monte sopra il centro abitato, giungendo fino a lambire alcune case nella valle.

### Simboli
L'emblema riprende quello del cavaliere Randolf von Partschins, discendente della nobile famiglia Götsch, che fondò il villaggio, nel 1200 circa, con il nome di Castello di Stachlburg. Lo stemma è stato adottato il 25 luglio 1967.

## Monumenti e luoghi d'interesse

### Architetture religiose
- Chiesa dei Santi Pietro e Paolo Apostoli
- Chiesa di San Giacomo Maggiore Apostolo

## Società

### Ripartizione linguistica
La sua popolazione è in maggioranza di madrelingua tedesca:
| %      | Ripartizione linguistica (gruppi principali) |
| ------ | -------------------------------------------- |
| 94,89% | madrelingua tedesca                          |
| 4,84%  | madrelingua italiana                         |
| 0,27%  | madrelingua ladina                           |

### Evoluzione demografica
Abitanti censiti

## Cultura

### Musei
- Mondotreno. Situato nella frazione Rablà Mondotreno (Eisenbahnwelt), un museo privato di modellismo ferroviario tra i più importanti d'Italia, raffigurante le località più caratteristiche dell'Alto Adige, su una superficie di 1000 m2. Gli oltre 20 000 oggetti sono in scala 1:87 (H0).[15]
- Museo di Tel. Nella sua frazione di Tel (Töll), è presente lo Sbarramento di Tel, appartenente al Vallo Alpino in Alto Adige. In una delle sue opere, è stato allestito dall'artista Matthias Schönweger, un'esposizione museale, chiamata con un gioco di parole Herzbunker – BunCor.[16]
- Museo delle macchine da scrivere Peter Mitterhofer (Schreibmaschinenmuseum), dedicato al suo inventore (nel 1864): Peter Mitterhofer, nativo di Parcines.[17] Il museo raccoglie circa 2000 pezzi, alcuni anche in legno, fino ai modelli più moderni, precedenti e successivi, all'era informatica.[18][19]

## Infrastrutture e trasporti
Il comune è servito da due stazioni ferroviarie poste lungo la ferrovia della Val Venosta, nelle frazioni di Tel e Rablà. Fino al 2012 era altresì attiva una fermata presso Tel Ponte, poi dismessa a seguito della riattivazione dello scalo di Tel.

## Amministrazione
| Periodo | Periodo | Primo cittadino  | Partito | Carica  | Note |
| ------- | ------- | ---------------- | ------- | ------- | ---- |
| 2005    | 2010    | Robert Tappeiner | SVP     | Sindaco |      |
| 2010    |         | Alois Forcher    | SVP     | Sindaco |      |